# لهجة تونسية

صورة ملصق لاتصالات تونس بمزيج من اللغة العربية الفصحى واللهجة التونسية

اللهجة التونسية أو الدارجة التونسية أو العربية التونسية أو التونسية، هي إحدى لهجات الدارجة المغاربيّة المحكيّة في تونس. يُطلق عليها متحدثوها الـ11 مليونا تسمية دَارْجَة لتمييزها عن العربية الفصحى، اللغة الرسمية للبلاد. كما يطلقون عليها أيضا تسمية تُونْسِي [ˈtuːnsi].
تستعمل اللهجة التونسية في كامل أرجاء القطر التونسي مع اختلافات من جهة إلى أخرى. تتشابه اللهجة التونسية مع لهجة شرق الجزائر وغرب ليبيا وجزيرة مالطا. وكذلك لهجة جنوب تونس تتشابه مع لهجة شمال وسط الجزائر وغربها وشمال المغرب. يستطيع التونسي من خلال لهجته التواصل مع الليبي ومع الجزائري أو المغربي من دون إضطراره بالتكلم باللهجة الجزائرية أو المغربية وذلك لقرب هذه اللهجات من بعضها البعض وكون الاختلافات بسيطة نوعا ما.

## لهجة مغاربية
الدارجة أو اللهجة العامية التونسية هي لهجة مبنية (substrata)، جلّها مفردات عربية كما تأثّرت بالفرنسية والإيطالية ولغات أخرى قديمة وحديثة (تركية، أندلسية، وغيرها)، وهي تستعمل كلمات كثيرة فرنسية وتركية وإيطالية وإسبانية وحديثا إنڨليزية لتعويض الكلمات والتعابير المنقوصة. وبسبب هذا الإستيراد الضخم للكلمات الأجنبية ابتعدت اللهجة التونسية كثيرا عن العربية الفصحى، حتى أصبح يعتبرها اللغويون لغة بحد ذاتها، مثلها مثل باقي لغات شمال أفريقيا والمالطية.

## اختلاف اللهجات حسب المناطق
ومعجم التونسيين أي مجموع ألفاظهم ثري ومتنوع، وتعبر الدارجة التونسية عن كل شؤون الحياة اليومية، وتستخدم في البرامج الإعلامية، إلا أنها لا تستخدم في التدريس إطلاقا.
بإستقلال تونس في 1956 اللهجة التونسية كان يتحدث بها فقط في مدن تونس الساحلية بينما المناطق الأخرى مثل غرب تونس تحدثوا اللهجة الجزائرية و جنوب تونس تحدثوا اللهجة الليبية و مختلف اللهجات البربرية لهذا قام الرئيس التونسي بوقريبة بمحاولة تعريب تونس و جعل تونس تونسية   و قام بنشر التعليم الأساسي المجاني لكل التونسيين بالإضافة إلى إنشاء مؤسسة البث و الراديو.  إنتشار التلفاز في البلد و تواصل اللهجات إدى الى تساوي اللهجات في تونس  في الثمانينات  بعد إستقلال تونس إنتشر إستخدام اللهجة التونسية في الأدب و التعليم وحتى هيئة السلام كان تعلم اللهجة التونسية من  1966 إلى 1993  
سكان شمال غرب تونس و جنوب غرب تونس يتحدثون اللهجة التونسية بالنطق الجزائري 
تتميز اللهجة التونسية بتنوعها واختلافها من منطقة إلى أخرى ويمكن التمييز بين لهجة المدن ولهجة الريف.
من لهجاتها المحلية.
- لهجة الشمال الشرقي التي تضم تونس الكبرى وولايات بنزرت ونابل وزغوان
- لهجة الساحل التي تضم ولايات سوسة والمنستير والمهدية التي تتميز بنطق «آنِي» للدلالة على ضمير المتكلم المفرد أَنَا
- لهجة الجنوب الغربي المتميزة بطغيان العربية الفصحى في الكلام فكانت بذلك منبع أهم شعراء تونس مثل أبو القاسم الشابي
- لهجة الشمال الغربي التونسي وهي قريبة من لهجة شرق ووسط وشمال الجزائر، تنطق هذه اللهجة في ولايات باجة والكاف وجندوبة وسليانة والقصرين وأجزاء من ولايات بنزرت وزغوان والقيروان، يعوض ضمير المتكلّم «أنا» في هذه اللهجة إما من خلال «نا» أو «نايا»، كما يستخدم حرف القاف المثلثة "ڨ" عوض حرف القاف «ق» في بعض الكلمات، وزيادة على هذا فإنه يتم تأنيث المؤنث على عكس بعض اللهجات التونسية الأخرى كلهجة الشمال الشرقي إلا في مدينة باجة حيث يتم تذكير المؤنث.
- لهجة جنوب شرق تونس وهي قريبة نوعا ما من لهجة غرب ليبيا.
- لهجة صفاقس التي تضم صفاقس وما حولها (في صفاقس توجد أكثر من لهجة. فسكّان المدينة ومحيطها القريب يتكلّمون لهجة تختلف عن لهجة سكّان الأرياف. ويتمثّل الاختلاف في استبدال حروف بحروف أخرى. مثل القاف. في الريف تنطق "ڨ" وكذلك في الشّكل. في المدينة يقولون: بَيْت وزَيْت.. في الريف يقولون: بِيت وزِيت... وهناك فروق أخرى مثل كسر أوائل الكلمات في المدينة: سِكّر وضمّها في الريف: سُكّ). التي تتميز بمرونتها وسلاستها وسرعة النطق فيها مع استعمال كبير للفرنسية مثل بقية مناطق الساحل (لهجة جزر قرقنة اللتابعة لولاية صفاقس تتميز بكونها قريبة لدرجة كبيرة للغة المالطية).

و ورغم ذلك فداخل كل لهجة محلية هناك فوارق طفيفة بين كل مدينة وكل منطقة وخصوصا بين الريف والمدينة.

## اللهجة التونسية والأمازيغية
في الدارجة التونسية ألفاظ كثيرة من الأمازيغية ومثالها:
- «فَكْرُونْ» بمعنى «سلحفاة»
- «بَبُّوش» بمعنى «حلزون»
- «قندوز أو كندوز» بمعنى «عجل»
- «سفنارية» بمعنى «جزر» (يُرجّح أنها إغريقية «σταφυλίνη ἀγρία»)
- «ينجّم» بمعنى «يمكن له»
- «كرومة» بمعنى «العنق»
- «ممّي» بمعنى «رضيع»[بحاجة لمصدر]
- «كرموس» بمعنى «تين» (يُرجّح أنها فارسية «كرمست»)
- «فرطاس» بمعنى «أصلع»

## اللهجة التونسية والفارسية واليونانية واللاتينية والبونيقية
لكن الدارجة التونسية تتضمن أيضا ألفاظا يونانية وفارسية، وألفاظا لاتينية عديدة لأن الرومان حكموا تونس قرابة سبعة قرون إثر العهد البونيقي الذي ترك هو أيضا بعض آثاره اللغوية في دارجة التونسيين.

## اللهجة التونسية والتركية والفرنسية والإيطالية والأسبانية
وفي الدارجة التونسية ألفاظ تركية دالة على مآكل وملابس وأدوات ورتب إدارية مثالها: «الكاهية» بمعنى النائب مثل قولهم: كاهية المدير أي نائبه، وألفاظ إيطالية دالة على الاثاث والمآكل والملابس والمراكب وما شابهها مثل «كُوفِيرْتَا» أي الغطاء و«كَرِّيطَا» أي العربة المجرورة بالحصان و«كُومِيدِينُو» أي خزانة صغيرة و«تْرِيلْيَا» وهو سمك سلطان إبراهيم و«سُوبْيَا» أي سمك الحبار، وأخرى فرنسية وهي كثيرة جدا في مجالات كثيرة، ومنها ما ترجم من أصله الفرنسي إلى العربية، كقولهم «شاهية طيبة» التي تعد ترجمة للعبارة الفرنسية «bon appétit». وبالإضافة إلى ذلك، نجد في الدارجة التونسية ألفاظاً إسبانية، مثل «صَبّاط» أي حذاء و«دُورُو» أي 5 مليمات، وهي من آثار الاتصال المستمر بين إسبانيا وتونس، ولا نستطيع أن نفهم سبب وجود هذه الألفاظ الأجنبية الأصل إلا إذا رجعنا إلى التاريخ وعرفنا مختلف الحضارات والمراحل التاريخية في تونس.

## اللهجة التونسية والعربية

توزع اللهجات العربية الرئيسية في العالم العربي.

ومن أبرز الكلمات التي تميز اللهجة التونسية وتعرف بها كلمة «بَرْشَا» بمعنى «كثير»، فالسنة البرشاء عند العرب هي السنة كثيرة الخير وكلمة العربية «بركة» بمعنى الخير والنماء والزيادة، وكلمة «يَاسِرْ»، وتعني «كثير» أيضا، وترادف «بالزاف» المغربية. و«يِزِّي» بمعنى «يكفي» وأصلها عربي وهو يُجْزِئُ، «وباهي» بمعنى «حسن وطيب» واصلها بهي كأن تقول بهي الطلعة أو «ما يسالش» بمعنى لا مشكلة أو أنسى، و«آشْ خَصْ» بمعنى من يستطيع على ذلك «شْنُوَا» بمعنى ماذا، كقولهم شْنُوَّا خُويَا مَوْ لابَاسْ بمعنى كيف حالك يا أخي.. هل أمورك حسنة. و«ربي يعيشك» بمعنى يحييك أو يخليك. ويقولون:«فلان قِلِّيل» بمعنى فقير، و«مِشْحَاحْ» بمعنى بخيل، ويؤدون التحية بعَسْلامَه وهي تخفيف من الحمدلله على السلامة ويودعون ببسلامة.
وتتميز اللهجة التونسية بإبدال الهمزة العربية كثيرا، أو إسقاطها، فيقولون «شَعِّل الضو» بمعنى أشعل الضوء، ويقولون «مَلَّا فال» ، بمعنى أيُّ فأل هذا ، ويقولون «شربة ما» أي شربة ماء، ويقولون «إن شا الله» دون همزة، ويقولون «ما عندك سَوْ» أي ما عندك سوء أو ما عندك ما يسوؤك إن شاء الله ، ويقولون «زايد الحديث» أي الكلام في هذا المقام زائد عن الحاجة.
ومن بين الأوزان التي تقع في اللهجة التونسية، نجد صيغة خماسية للأفعال، يَتَفَعْلَلُ على وزن يتبختر، ويتفعّل على وزن يتجوّل، وأيضا يتفَوْعَل، وهي عادة أفعال مذمة وتقبيح، فيقولون يتبهنس ، يتزعبن ، يتبرسس ، يترهدن ، يتدهمك ، يتبلعط ، يتركّك ، يتلكّش ، يتصكّك ، يتخوبث ، يتبولد ، يتلوعب ، يتموسط ، يتفورخ ، يتجوعب.

## مفردات من اللهجة التونسية
ومن الألفاظ المميزة للدارجة التونسية لفظ «شْتَاء» بمعنى «مطر»، وهو استعمال خاص ببعض مدن الشمال وخاصة تونس العاصمة، وكذلك لفظ «حوت» بمعنى «سمك» وهو استعمال أندلسي الأصل أيضًا. كما توجد بعض الكلمات في اللهجة التونسية مدعاة للإثارة لدى المشارق. وممنوع الانتصاب بمعنى الوقوف، والقوّاد بمعنى الواشي أو النمام، وبليد بمعنى سيئ الخلق، وبخيل بمعنى كسلان.
ومثل بقية كثير من أهالي شمال أفريقيا، يستخدم التونسيون كلمة «باش» أو «ماش» ومن الممكن أن تكون أمازيغية الأصل أو مشتقة من العربية «ماشي» وتعني سوف. كقولهم «باش نسافروا غدوة» أي سوف نسافر غدًا.
ويكثر استخدام كلمة «آش» في اللهجة الدارجة كقولهم آش رأيك بمعنى ما هو رأيك، ومن الكلمات السائرة على اللسان التونسي كلمة «شكون» و«شكونك» بمعنى من يكون ومن تكون على التوالي. وينهي التونسيون كثيراً من الأفعال بحرف الشين الساكن كقولهم: ما انحبش، ومامشيتش، وما انجمش، بمعنى لا أحب ولم أذهب، ولا أقدر.
والكثير من الكلمات الكلاسيكية العربية التي اندثرت إلى حد كبير في المشرق، ما زالت حية ومستخدمة يومياً في الدارجة التونسية مثل عساس، والديوان، والحاجب، والوالي والحاكم. وهناك بعض المصطلحات المعروفة لدى المشارقة ولكن دلالتها أو وظيفتها اللغوية مختلفة في تونس. فاتحاد كرة القدم يسمى الجامعة التونسية لكرة القدم.
والعبد هو الإنسان كقولهم «عبد باهي» بمعنى إنسان طيب، والوصيف هو الشخص الأسمر، والطفل أو الطفلة تعني الصبي أو الصبية حتى وإن تجاوزا الثلاثين من العمر طالما أنهما لم يتزوجا وذلك نفس الشيء مع لهجة شرق الجزائر وغرب ليبيا ولكن الطفل والطفلة لا تنطق كما هي بالفصحى بل تنطق نطق مختلف تماما لا قاعدة له.
والمهف هو الإنسان الذكي على عكس ما هو متعارف عليه في اللهجة الدارجة السعودية.
ويكثر التونسيون من استخدام التعابير الدينية في لهجتهم الدارجة. فجار على ألسنة التونسيين استخدام مصطلحات دينية يومية كقولهم: «ربي يعيشك»، و«بارك الله فيك، وربي يعينك، واللطف، ويرحم الشايب، ويرحم والديك، وربي يثيبك، وربي يحييك.
ومن الخصائص الصرفية للدارجة التونسية، البدء بالساكن بدل المتحرك في مثل «ضْرب» و«كْتب» و«قْرب» بسكون الضاد والكاف والقاف، ومثل ذلك في بعض الأسماء مثل: «حْبَلْ» و«قْلَمْ» بتسكين الحاء والقاف.. الخ. وهذه الخاصية الصرفية تكاد تكون عامة في لهجات المغرب العربي كلها خلافا للهجات المشرقية. وأهل اللهجة التونسية ينطقون في غالبيتهم حرف القاف بالطريقة الفصحى، لكنهم يبدلون بعض الحروف بأخرى كابدال السين شينا، والجيم زاء، والسين صادا، والتاء طاء. فهم في العامية يقولون: سجرة لشجرة (في الشمال التونسي فقط)، والعزوزة للعجوزة (وهو لما تلتقي الزاي والجيم، تنطق الإثنتان: زايان، كما في زوج تنطق زوز)، وطراب لتراب، وموريطاني لموريتاني. كما نرى سكان مدن الشمال والساحل التونسي (منها تونس العاصمة) يذكرون المؤنث أحيانًا ويؤنثون المذكر في ضمير المنادى المفرد فيقلون إِنْتِ للذكر وللأنثى. ويكثر التونسيون من استخدام الجمع على صيغة «مفاعل» كقولهم عصافر، ومفاتح، وقنادل، للتعبير عن جمع العصافير، والمفاتيح والقناديل.

## أمثال وحكم تونسية
وتعتبر اللهجة التونسية من أغنى اللهجات العربية بــالأمثال والحكم. وبما أن الأمثال من الحكم الشائعة بين الشعوب، والتي تختصر فيها هذه الشعوب بعض تجاربها في الحياة على شكل قواعد مختصرة تعبر من خلالها عن معانٍ كثيرة، إلا أن هذه الأمثال وإن كانت في بعض الأحيان تبدو مشاعة بين الشعوب عبر نفس المعاني مع اختلاف أحياناً في الألفاظ، فإنها تظل وليدة البيئة الخاصة لكل شعب، تعبر عن ثقافته فتغدو كمرآة تعكس مستويات التفكير الجماعي لكل شعب.
وكثيراً ما تعبر الأمثال عن علاقة شعب ما بالطبيعة أو عن العلاقات الاجتماعة داخله، وكذلك عن نمط الفكر السائد فيه فنراها تتناول الجوانب الدينية والاجتماعية والعلاقة بين المرأة والرجل، وكذلك منظومة القيم الأخلاقية السائدة فيه، والشعب التونسي ليس استثناء من الشعوب في هذا المجال، بل إن مخيلته ملأى بالحكم والأمثال التي يختزل فيها تجاربه الحياتية وممارسته الثقافية، وهذه الأمثال في أغلبها منقولة عن الفصحى مع أن بعضها يعود كذلك إلى ما يتدافعه حوض البحر الأبيض المتوسط من قيم ظلت تتناقل بين شعوبه. ومن الأمثلة الشائعة في تونس قولهم: «يَا مْزَيِّنْ مِنْ بَرَّه آش حَالِكْ مِنْ دَاخِلْ». ويطلقونه على المظاهر البراقة في الشكل والكلام الحسن. فعلى المرء ان ينتظر ابتلاء صاحب المظاهر حتى يرى هل ظاهره يتناسب مع باطنه.

## النطق
تتميز اللهجة التونسية بالنطق الصحيح لأغلب حروف العربية (كالقاف مثلا، علما أنه في بعض المناطق، تنطق القاف ڤ أي جيم مصرية خاصة في الشمال الغربي).
توجد استثناء لقاعدة النطق الصحيح وهي الجيم التي تنطق عادة زاي عندما تسبقها أو تليها زاي وذلك لتخفيف الكلمة (مثلا جزّار => ززّار، زَوْجْ => زُوزْ...).
مقارنة بالعربية الفصحى، يتم نطق الكلمات عامّة باسكان الحرف الأول وحذف السكون في وسط الكلمة واسكان الحرف الأخير (غَنِيٌّ => غْنِيْ، فَقِيرْ => فْقِيرْ، كَبِيرْ => كْبِيرْ).
يتم أيضا، إذا كان حرف الألف في وسط الكلمة، امّا حذفه أو تعويضه بياء (رَأَيْتْ => رِيتْ، قَرَأْتُ => قْرِيتْ)
كما تتميز اللهجة التونسية بتنوع جهوي وفقا لدخول عناصر متنوعة على التركيبة الاجتماعية في الجهات ويبرز ذلك بين المدن إذ نلاحظ مثلا انفراد مدينة المهدية بعدم نطق سكانها لحروف ذ-ز-ض-ظ وفيقولون مثلا «تعلب» بدل ثعلب أو «دهب» بدل كلمة ذهب كما يشتركون مع باقي سكان الساحل في تركيبة الألفاظ كـ«آني» المعبرة عن ضمير المتكلم انا ويستخدمون بكثرة الكسرة في اخر الأسماء بعكس سكان الشمال اما باقي ضواحي الساحل فهي تنطق الحروف العربية صحيحة مع مشابهة في الحركة للهجة المهدوية على مستوى الضمائر

## صيغة السؤال
أكبر اختلاف بين العربية الفصحى واللهجة التونسية يكمن في صيغة الأسئلة.
| فصحى  | لهجة تونسية                                                        |
| ----- | ------------------------------------------------------------------ |
| لماذا | عْلاش، عْلاه، لْواش، لْواه، لاش، لاه، لين                              |
| كيف   | كِيفَاش، كيفاه                                                       |
| متى   | وقتاش، متين، إمْتَ                                                   |
| ماذا  | آش، آشنوّة وشى (سكان منطقة الجريد)، شِنهو، شِنهي (سكّان الجنوب الشّرقي) |
| هل    | ياخي، زعمة                                                         |
| كم    | قَدَّاشْ، قدّاه                                                         |
| أين   | وين، فين                                                           |
| من    | شكون، آشكون، منهو                                                  |

ليس هناك مرادف ل «هل» لكنها تفهم من طريقة نطق الجملة. في بعض الأحيان، تضاف «شي» في آخر الفعل لطرح السؤال مثلا، «هل ذهبت إلى السوق؟» => «مشيتشي للسوق؟» أو «مشيت للسوق؟»

## اختلافات نحوية
هناك بعض الاختلافات النحوية بين اللهجة التونسية والفصحى فهمها ضروري للفهم الكامل للهجة التونسية
| فصحى          | لهجة تونسية          | مثال أو تفسير |
| ------------- | -------------------- | --- |
| الذي          | إلّي                  | لا تصرّف فالذي، التي، الذين... كلها تنطق إلّي |
| كَ المقارنة    | كِ                    | |
| عندما         | كِيف أو كِ أو وقت اللّي | عندما أرى وضع العرب، أتأزم ⇐ "كِنْشُوفْ وَضْعْ العْرَبْ، نِتْأَزِّمْ" أو "كِيفْ نْشُوفْ وَضْعْ العْرَبْ، نِتْأَزِّمْ"                                                            |
| دع، لام الأمر | خَلِّي، خَ               | تسبق الفعل ولها معنان: - الأول معنى "دع" (وهي اختصار "خَلِّي"): دعني أذهب ⇐ خَنِّمْشِي (أو خلّيني نمشي) - والثاني بمعنى "ل": لنعمل جيدا ⇐ خنخدمو بالباهي |
| كَيْ، لِكَيْ       | بَاشْ                  | أعنته كي يدرس ⇐ عَأوِنْتُو بَاشْ يَقْرَا |
| سوف أو س      | مِش، بِش، باش، تَو      | سنرجع يوما ⇐ "باش نرجعو نهار" أو "تَو نرجعو نهار"                                                                                                |
| لكن           | آمَ                   | تنطق بدون شدة على الميم (على خلاف أمّا التي تنطق كما في العربية الفصحى)                                                                          |
| إلاّ           | كان                  | مثلا لا يدوم إلاّ الله "مَا يْدُومْ كَانْ رَبِّي" |
| لو            | كان أو لوكان         | |
| أيضا          | زادَ                  | |

### فعل كان
يعوض فعل كان بعد «لو» بـ«لو كان جاء» أو «كان جاء»، نحو «لوكان جينا رجال بالحق رانا إتحدنا» أي «لو كنا حقا رجالا لاتحدنا»

«هل» و«أ» (همزة التعجب) تقابلها «ياخي» نحو «ياخي مشيت ؟» تعني «هل ذهبت ؟» أو «أ ذهبت ؟»

## صرف
عدد الضمائر في الفصحى 13، وفي لهجة تونس 7 ضمائر فقط
| الضمير في الفصحى  | الضمير في الدارجة                | مضارع | ماضي  | أمر   |
| ----------------- | -------------------------------- | ----- | ----- | ----- |
| أنا               | آنَا، أني، نا، نايَ، أنا، نايا. ني | نَفْعِلْ  | فْعَلْتْ  |       |
| أنْتَ، أنْتِ          | إنْتِ                              | تَفْعِلْ  | فْعَلْتْ  | أَفْعِلْ  |
| هو                | هوّ                               | يَفْعِلْ  | فْعَلْ   |       |
| هي                | هيّ                               | تَفْعِلْ  | فَعْلِتْ  |       |
| نحن               | نَحْنَ، أحْنَ، حْنَ                     | نَفْعْلُو | فْعَلْنَا |       |
| أنتما، أنتم، أنتنّ | إنْتومَا، نْتومَا، إنْتُمْ              | تَفْعْلو | فْعَلْتُو | أَفْعْلُو |
| هما، هم، هنّ       | هومَا                             | يَفْعْلو | فَعْلو  |       |

الجدير بالذكر هو أنه ليس هناك فرق بين أنتَ وأنتِ في بعض المناطق (الساحلية عامة) في حين هذا الفرق وارد في بعض المناطق الأخرى (المناطق الداخلية)
النهي يتم بميم النهي مع إضافة «ش» في آخر الفعل مثلا: لم أفهم => ما فهمتش

## الأصول اللغوية لبعض المفردات
| مفردة تونسية | المعنى العربي    | الأصل اللغوي    |
| ------------ | ---------------- | --------------- |
| أَكْحِلْ/أسود    | أسود             | عربي            |
| اكاهو        | فقط              | عربي            |
| عَسْلامه       | السلام عليكم     | عربي            |
| بَابُورْ        | باخرة            | إيطالي          |
| بَنْكْ          | أريكة            | إيطالي          |
| بَرْشَا         | كثيرا            | عربي            |
| بَاهِي         | حسن.. جيد.. حسنا | عربي            |
| بِيسِيكْلاتْ     | دراجة هوائية     | فرنسي           |
| كَرْهْبَه        | سيارة            | عربي (< كهرباء) |
| بْلاَصَا        | مكان             | إيطالي          |
| بْنِينْ         | لذيذ             | إيطالي          |
| بُوسْطَا        | مركز بريد        | إيطالي          |
| بْريكِيَّا       | ولاعة            | فرنسي           |
| شَرْكَه         | عقد (حُلِي)        | عربي            |
| شْنُوَا         | ماذا             | عربي            |
| سِيقَارُو       | سيجارة           | فرنسي           |
| دَكُورْدُو       | حسنا.. اتفقنا    | إيطالي          |
| فَاتْشَاطَا      | وجه.. واجهة      | إيطالي          |
| فِيشْتَا        | يوم راحة         | إيطالي          |
| فُورْشِيطَا      | شوكة الأكل       | فرنسي           |
| فُورْكِيطَا      | شوكة الأكل       | إيطالي          |
| فْرِيبْ         | ملابس مستعملة    | إنكليزي         |
| رُوبَا فيكْيا   | ملابس مستعملة    | إيطالي          |
| قَطُّوسْ         | قط               | إيطالي: gatto   |
| كَارْ          | حافلة            | إنكليزي         |
| كَرّيطَا        | عربة يجرها حصان  | إيطالي          |
| كَرُّوسَه        | عربة             | إيطالي          |
| كَرْمُوس        | التين            | أمازيغي         |
| كَيَّاسْ         | شارع.. طريق معبد | فرنسي           |
| مَكِينَه        | آلة              | إيطالي          |
| مِيزِيرْيَا      | الفقر            | فرنسي           |
| مُوزِيكَا       | الموسيقى         | إغريقي          |
| أُوقيدَا       | علبة ثقاب        | عربي            |
| راتْصَا        | نوع أو جنس       | إيطالي          |
| تْرينو        | قطار             | إيطالي          |
| فرطاس        | أقرع             | أمازيغي         |
| شلغوم        | شارب             | أمازيغي         |
| بكوش         | أبكم             | أمازيغي         |
| فكرون        | سلحفاة           | أمازيغي         |
| كوجينة       | مطبخ             | إيطالي          |